# Club Life: Volume Two Miami
Club Life: Volume Two Miami é a sétima coletânea musical do disc jockey (DJ) holandês Tiësto. Foi lançada em 21 de abril de 2012 pela Musical Freedom.

## Lista de faixas
| N.º | Título                           | Artista(s)                                          | Duração |  |
| 1.  | "Miami"                          | Tiësto                                              | 2:05    |  |
| 2.  | "Chasing Summers"                | Tiësto                                              | 6:36    |  |
| 3.  | "We Own the Night"               | Tiësto & Wolfgang Gartner com Luciana Caporaso      | 6:36    |  |
| 4.  | "What Can We Do (A Deeper Love)" | Tiësto                                              | 6:25    |  |
| 5.  | "If a Lie Was Love"              | Josie Cotton                                        | 7:10    |  |
| 6.  | "Somebody That I Used to Know"   | Gotye com Kimbra                                    | 4:33    |  |
| 7.  | "Paradise"                       | Coldplay                                            | 4:44    |  |
| 8.  | "Walls"                          | Sultan + Ned Shepard com Quilla                     | 7:16    |  |
| 9.  | "Young Blood"                    | The Naked & Famous                                  | 6:37    |  |
| 10. | "Life"                           | John Dahlback                                       | 6:19    |  |
| 11. | "Long Time"                      | John De Sohn com Andreas Moe                        | 6:22    |  |
| 12. | "In My Mind"                     | Ivan Gough & Feenixpawl com Georgi Kay              | 6:40    |  |
| 13. | "Arena"                          | Avesta                                              | 7:23    |  |
| 14. | "Can't Stop Me"                  | Afrojack & Shermanology                             | 5:19    |  |
| 15. | "Make Some Noise"                | Tiësto & Swanky Tunes com Ben McInerney of New Navy | 7:20    |  |
| 16. | "Maximal Crazy"                  | Tiësto                                              | 6:49    |  |

## Desempenho nas tabelas musicais

### Posições
| Tabela musical (2013)                                  | Melhor posição |
| ------------------------------------------------------ | -------------- |
| Áustria - Ö3 Austria Top 40                            | 9              |
| Canadá - Canadian Albums Chart                         | 7              |
| Dinamarca - Tracklisten                                | 21             |
| Espanha - Productores de Música de España              | 93             |
| Estados Unidos - Billboard 200                         | 16             |
| Estados Unidos - Dance/Electronic Albums               | 1              |
| França - Syndicat National de l'Édition Phonographique | 60             |
| Suíça - Schweizer Hitparade                            | 3              |